# Callopora armata
Callopora armata är en mossdjursart som beskrevs av Charles Henry O'Donoghue 1926. Callopora armata ingår i släktet Callopora och familjen Calloporidae. Inga underarter finns listade i Catalogue of Life.